# سمنة صحية استقلابية
سمنة صحية استقلابيةهي حالة طبية مثيرة للجدل، حيث يعاني الشخص من السمنة دون أن يعاني من المشكلات أو المضاعفات المرتبطة عادةً بالتمثيل الغذائي.

## السمات
لا توجد معايير متفق عليها عالميًا لتعريف السمنة الصحية الاستقلابية (MHO)، ولكن التعريفات بشكل عام تشترط أن يكون المريض يعاني من السمنة، وألا تظهر لديه اختلالات استقلابية مثل عسر شحميات الدم، ضعف تحمل الجلوكوز، أو متلازمة التمثيل الغذائي. يتميز الأفراد المصابون بالسمنة الصحية الاستقلابية بكمية أقل من الدهون الحشوية، وحجم أصغر للخلايا الدهنية، وملف التهابي أقل مقارنة بالأشخاص الذين يعانون من السمنة الاستقلابية غير الصحية. نتيجة لذلك، يُجادَل بأن خفض الوزن قد لا يؤدي إلى تحسن كبير في مخاطر القلب والأوعية الدموية والتمثيل الغذائي لهؤلاء الأفراد.

## الانتشار والإحصائيات
تتراوح تقديرات انتشار السمنة الصحية الاستقلابية (MHO) بين 6% و75%. وتشير الأبحاث إلى أن ما بين 10% و25% من الأفراد المصابين بالسمنة قد يكونون في حالة استقلابية صحية. وأظهرت إحدى الدراسات أن 47.9% من المصابين بالسمنة يعانون من MHO، بينما أفادت دراسة أخرى بأن النسبة تبلغ 11%. حيث تُلاحظ هذه الحالة بشكل أكبر بين النساء مقارنة بالرجال، وتقل نسبة انتشارها مع التقدم في العمر.

## التأثيرات الصحية
تشير بعض الأبحاث إلى أن الأشخاص المصابين بالسمنة الصحية الاستقلابية (MHO) يكونون أكثر عرضة لبعض النتائج السلبية بالمقارنة مع الأفراد ذوي الوزن الطبيعي، بما في ذلك الإصابة بمرض السكري من النوع الثاني، وأعراض الاكتئاب، والأحداث القلبية الوعائية. كما تفيد دراسات أخرى بأن الأفراد المصابين بـMHO قد يمتلكون ملفًا استقلابيًا جيدًا، ولكن هذا لا يعني بالضرورة انخفاض معدلات الوفيات لديهم. ولا تزال النتائج البحثية متضاربة فيما يتعلق بأمراض القلب والأوعية الدموية والوفيات.
بالمقارنة مع الأفراد غير المصابين بالسمنة أو الأمراض الاستقلابية، يظل الأفراد المصابون بـMHO في خطر أعلى للإصابة بأمراض القلب والأوعية الدموية. ومع ذلك، فإن خطرهم يكون أقل مقارنةً بالأفراد الذين يعانون من السمنة المصاحبة لمشكلات استقلابية. وجدت دراسة تحليلية نُشرت في عام 2016 أن الأفراد المصابين بـMHO ليسوا في خطر متزايد للوفاة بسبب جميع الأسباب، لكنهم معرضون لخطر أعلى للإصابة بالأمراض القلبية الوعائية. ويُعزى انخفاض خطر الإصابة بأمراض القلب لدى مرضى MHO بالمقارنة مع نظرائهم غير الصحيين إلى الفروقات في وظيفة الأنسجة الدهنية البيضاء بين المجموعتين.